# Clara Rojas
Clara Leticia Rojas González (Bogotà, 20 dicembre 1964) è un'avvocata e politica colombiana.
Insieme alla politica Íngrid Betancourt è stata rapita il 23 febbraio 2002 dalle Forze Armate Rivoluzionarie della Colombia (FARC), venendo poi liberata il 10 gennaio del 2008.

## Biografia
Laureata presso l'Università di Rosario, Clara Rojas è la più piccola di 5 fratelli ed è stata candidata vicepresidente di Íngrid Betancourt durante le elezioni presidenziali del 2002 in Colombia.

### Il sequestro
Quando il 20 febbraio 2002 Jorge Eduardo Gechem Turbay, membro del Congresso, fu rapito, l'allora presidente della Colombia, Andrés Pastrana, decretò l'annullamento della zona smilitarizzata presso San Vicente del Caguán e la fine dei negoziati e accusò le FARC stesse di aver utilizzato la zona smilitarizzata come base militare sicura da cui organizzare tutte le iniziative dei guerriglieri. Nonostante San Vicente non fosse più una zona franca, Íngrid Betancourt, si recò nel comune, il cui sindaco era del Partido Verde Oxígeno, che è stato fondato dalla stessa Betancourt, con Clara Rojas e alcuni persone del suo staff. Pastrana rifiutò la richiesta della Betancourt e del suo staff di essere accompagnata nella zona franca con un aereo militare, quindi la candidata organizzò un viaggio via terra.
Il gruppo fu visto per l'ultima volta il 23 febbraio del 2002 dall'ultimo posto di blocco militare colombiano prima dell'arrivo a San Vicente. Il veicolo sul quale viaggiavano è stato fermato da alcuni guerriglieri che liberarono tutti i passeggeri a bordo all'infuori di Íngrid Betancourt e Clara Rojas. Nonostante il rapimento il Partido Verde Oxígeno partecipò alle elezioni presidenziali candidando la Betancourt come presidente e la Rojas come vice: il Partito prese meno dell'1% dei voti.
Nel febbraio 2006 il giornalista Jorge Enrique Botero, nel suo libro Últimas noticias de guerra, annunciò che Clara Rojas aveva dato alla luce un bambino, Emmanuel, il cui padre era un guerrigliero. Nel maggio del 2007 la notizia fu confermata da John Frank Pinchao, che, dopo essere stato rapito nel 1998, era riuscito a fuggire. Pinchao, che era stato in relazione con la Betancourt e la Rojas, affermò che il bambino si chiamava Emmanuel e che le FARC lo allevavano lontano da sua madre. Durante la prigionia della figlia, la madre Clara Rojas González ha cercato di ottenere la liberazione della figlia con tutti i mezzi, diventando una sorta di guida per i familiari delle altre persone rapite. Per questa sua dedizione fu nominata personaggio dell'anno 2007 dalla rivista Semana.

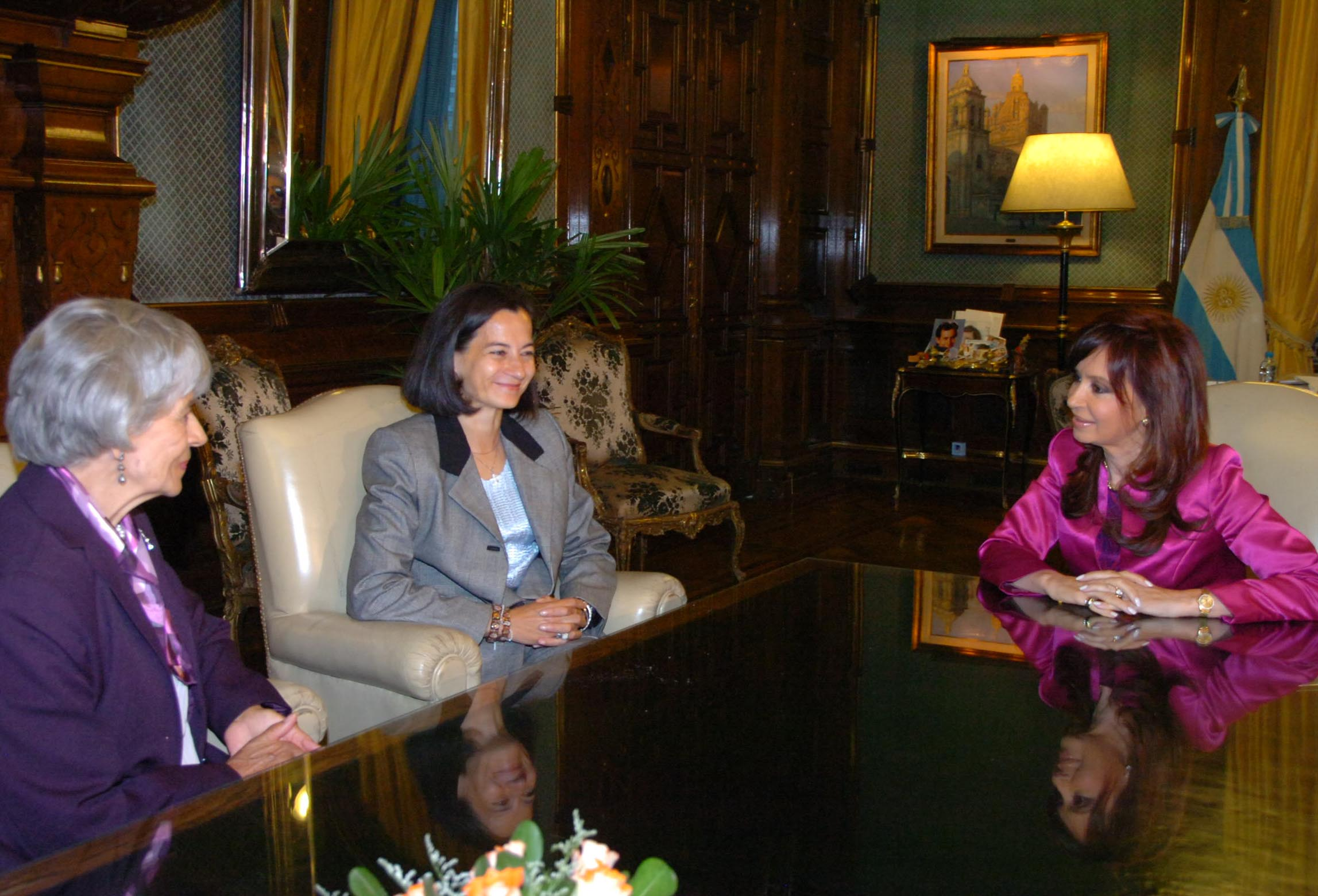
Clara Rojas, la madre Clara González e Cristina Fernández, 17 marzo 2008

### La liberazione
Nel dicembre del 2007 le FARC hanno annunciato la liberazione di Clara Rojas, del figlio Emmanuel e di Consuelo González de Perdomo, rapita nel 2001 quando era rappresentante del Parlamento. Tuttavia i negoziati della liberazione furono bloccati dalle FARC stesse, il 31 dicembre, tramite una lettera al Presidente del Venezuela, Hugo Chávez, a causa della mancanza di alcune garanzie da parte del Governo.
A Villavicencio, lo stesso giorno, il Presidente colombiano Álvaro Uribe Vélez ha annunciato in una conferenza stampa che un bambino, noto come Juan David Gomez Tapiero Emmanuel, è stato consegnato alla ICBF (Instituto Colombiano de Bienestar Familiar). Il Presidente annunciò anche che, secondo alcune fonti, il bambino poteva essere il figlio di Clara Rojas: quest'ipotesi fu confermata da dei test del DNA confrontando il DNA del bambino e il DNA della madre e del fratello della Rojas. Il 4 gennaio 2008 il procuratore generale della Colombia ha confermato la notizia, annunciando che le FARC stesse, tramite un comunicato, hanno riconosciuto che il bambino fosse il figlio di Clara Rojas.
Nel frattempo, il 9 gennaio 2008, il presidente venezuelano Hugo Chávez annuncia di avere le coordinate del luogo in cui le FARC consegneranno Clara Rojas e Consuelo de González Perdomo e spera di ottenere l'autorizzazione da parte del Governo colombiano a portare a termine la missione. Il giorno successivo, alcuni elicotteri della Croce Rossa Internazionale con alcuni rappresentanti del governo venezuelano e Piedad Córdoba, atterrano in una zona sconosciuta al governo colombiano e giungono a Caracas dove Clara Rojas si ricongiunge con i familiari. L'operazione di salvataggio è stata guidata dal generale venezuelano Ramón Rodríguez Chacín e dall'ambasciatore di Cuba in Venezuela Germán Sánchez Otero. Successivamente il presidente colombiano Álvaro Uribe Vélez ha ringraziato tutti coloro che hanno partecipato alla missione per la liberazione degli ostaggi e si è detto pronto a ricominciare i negoziati con le FARC per poter liberare gli altri ostaggi annunciando che "molti sono ancora i detenuti delle FARC che sperano di essere liberati".